# Erik Moberg
Erik Gustav Mikael Moberg (* 5. Juli 1986 in Motala) ist ein ehemaliger schwedischer Fußballspieler. Der Abwehrspieler debütierte 2008 im Profifußball.

## Sportlicher Werdegang
Moberg begann seine Karriere in der Jugend beim BK Zeros in seiner Geburtsstadt, später wechselte er zum Motala AIF. Dort debütierte er im Erwachsenenbereich. 2008 wechselte er zum Åtvidabergs FF, mit dem er Ende 2009 in die Allsvenskan aufstieg. Dem direkten Wiederabstieg folgte der erneute Aufstieg Ende 2011. Ende 2013 unterzeichnete er einen Vertrag beim Erstligaaufsteiger Örebro SK. Zur Saison 2016/17 wechselte er zum dänischen Erstligisten Viborg FF. Nach nur einem Jahr wurde er zum schwedischen Club Jönköpings Södra IF transferiert. Dort beendete er Ende 2019 seine Profikarriere.